# Pip Galag
Pip Galag (Pipgalag, Pipgalak) ist ein osttimoresischer Ort im Suco Tapo/Memo (Verwaltungsamt Maliana, Gemeinde Bobonaro). Er befindet sich im Osten der Aldeia Pip Galag 2, auf einer Meereshöhe von 997 m. Eine Straße, die nach Westen führt, verbindet den Ort mit der Außenwelt. In Pip Galag befindet sich eine Grundschule.